# Pachisi

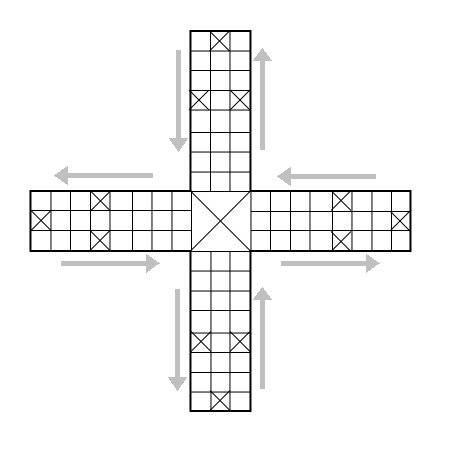
Een pachisi-speelbord

Pachisi is een eeuwenoud Indiaas bordspel. De naam van het spel is afkomstig van het Hindi woord voor "vijfentwintig" (pachis). Vijfentwintig is het hoogste aantal punten dat men kan gooien. Andere namen van het spel zijn: India en Ludo. De laatste is een gepatenteerde Engelse vorm van Pachisi. Ludo is in Nederland en Vlaanderen bekend onder de naam mens-erger-je-niet.

## Geschiedenis
Het spel is ontstaan in of voor de zesde eeuw voor Christus in India en is daar uitgegroeid tot een nationaal spel. Sporen van in steen gekraste kruisvormige pachisi-spelborden zijn te vinden in holentempels in Decca (India).
De grote Mogol, keizer Akbar de Grote speelde in de zestiende eeuw pachisi in de open lucht, op een enorm spelbord. Van ingelegde marmeren platen waren de speelvelden gemaakt. In het midden van het speelveld zaten op een verhoging de keizer en zijn hovelingen. Haremslavinnen werden gebruikt als speelstukken, gekleed in de vier kleuren van het spel: rood, geel, groen en zwart.

## Doel
Het doel van het spel is voor iedere speler om zijn vier fiches eenmaal het bord rond te laten lopen en vervolgens naar het midden van het bord te krijgen, vóór de tegenstander dat doet.

## Regels
Het spel wordt met twee, drie of vier spelers gespeeld. In het laatste geval zijn de spelers die tegenover elkaar zitten teamgenoten. Elk van de spelers krijgt een kleur toebedeeld (rood, geel, groen en zwart) en krijgt vier fiches van zijn kleur om mee te spelen. Bij vier spelers vormen rood en zwart een team en groen en geel het andere team. De teamgenoten zitten tegenover elkaar. Aan elk van de vier armen van het speelbord zit één speler.

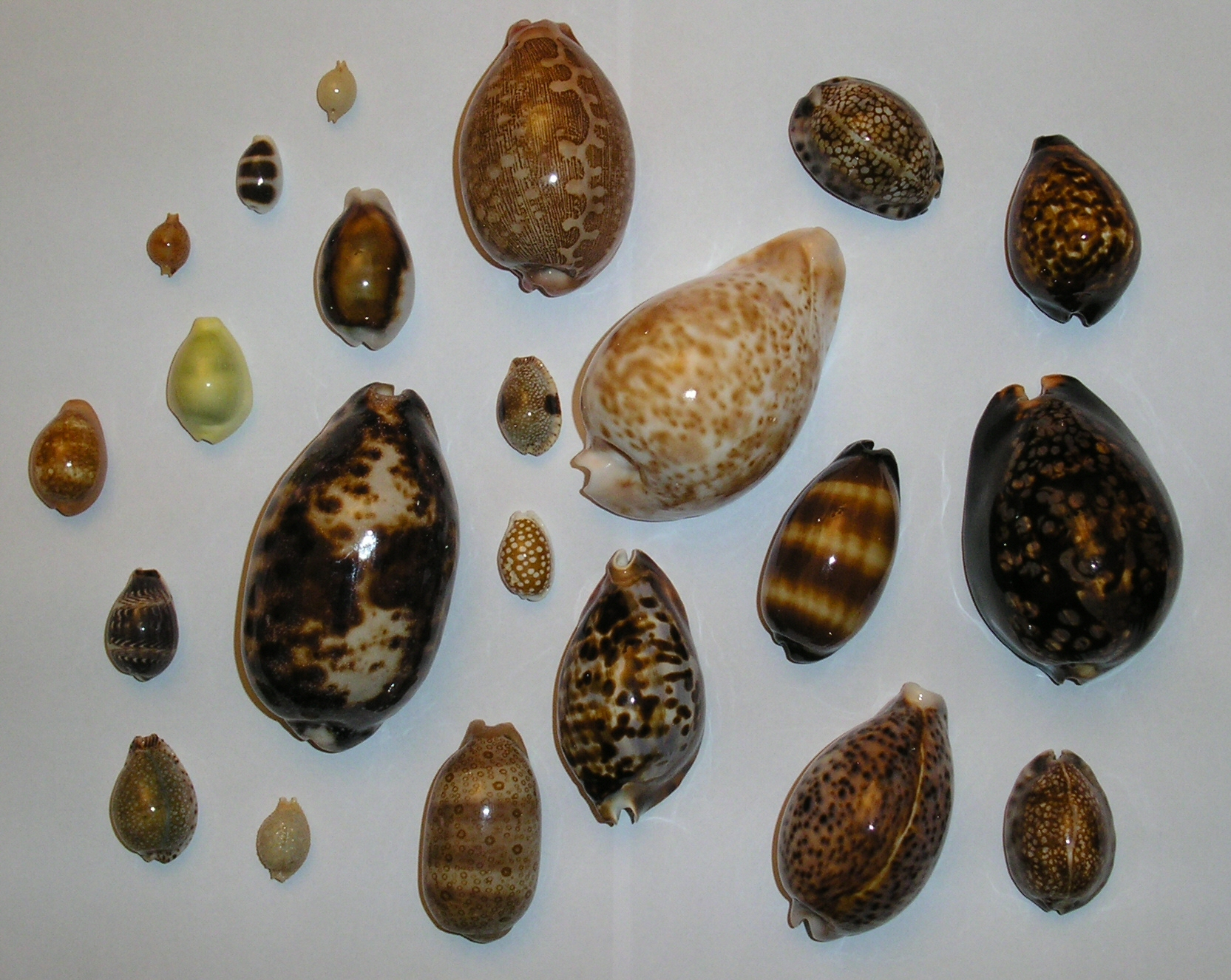
Verschillende soorten kaurischelpen

Als dobbelsteen worden zes kaurischelpen gebruikt. De telling van het aantal ogen is als volgt:
| Openingen boven | Aantal punten | Extra worp? |
| --------------- | ------------- | ----------- |
| 6               | 6             | Extra worp  |
| 5               | 5             |             |
| 4               | 4             |             |
| 3               | 3             |             |
| 2               | 2             |             |
| 1               | 10            | Extra worp  |
| 0               | 25            | Extra worp  |

Eerst worden door alle spelers de schelpen geworpen. Wie het hoogst aantal ogen haalt, begint.
Alle fiches beginnen in het midden van het speelbord (het zogenaamde char-koni).
Na elke worp mag een speler één fiche het aantal ogen vooruit zetten. Bij een eventuele extra worp mag hetzelfde fiche, maar ook een ander fiche worden verzet.
Bij een gooi van 3 x 6 , moet je terug beginnen.
Lopen

Vanuit char-koni "lopen" de fiches door de middelste rij vierkanten (char, thuisweg) naar het uiteinde van de arm. Vanuit daar gaan ze het hele bord rond, tegen de klok in, via de buitenste stroken vierkanten. Als een fiche helemaal rond is en terug is op het uiteinde van char wordt het fiche op z'n kant gelegd als teken dat het helemaal rond is geweest. Vervolgens gaat het fiche terug via de char naar char-koni.
De speler moet het juiste aantal punten gooien om het fiche in char-koni binnen te laten gaan.
Slaan

Als de fiches rond het bord lopen, zijn ze te slaan, tenzij ze zich op een van de kastelen bevinden. De kruisjes (X) op het speelbord geven de kastelen aan. Een speler kan een fiche slaan wanneer hij door een worp op hetzelfde veld terechtkomt. Het geslagen fiche wordt teruggeplaatst naar char-koni en moet zijn reis opnieuw beginnen. De speler die sloeg verdient hiermee een extra worp.
Op de kastelen mogen een onbeperkt aantal fiches van elke kleur staan. Daar zijn ze veilig.
Blokkade

Door een veld met twee of meer fiches te bezetten kan een speler (of twee teamgenoten) een blokkade oprichten. Een tegenstander kan de blokkade niet voorbij wanneer hij een aantal ogen gooit waarmee hij verder zou gaan dan de blokkade. Wel kan hij de blokkade slaan, door er precies op terecht te komen. (Tenzij de blokkade op een kasteel staat.)
Dubbelop, stilstaan en nog eens rond

Wanneer twee of meer fiches van een speler samen op één veld staan, kunnen ze samen verzet worden met één worp.
Een speler mag voor of na zijn worp besluiten een beurt over te slaan, om te voorkomen dat hij geslagen kan worden, of om zijn partner te helpen.
Een fiche mag voor een tweede keer rond worden gestuurd, wanneer een speler daarmee zijn partner kan helpen.

## Variant
Het spel Chausar heeft hetzelfde doel en ongeveer dezelfde speelwijze als Pachisi.